# Pterotricha esyunini
Pterotricha esyunini es una especie de araña araneomorfa del género Pterotricha, familia Gnaphosidae. Fue descrita científicamente por Zamani en 2018.
Habita en Emiratos Árabes Unidos e Irak.